# Alectomancia
La alectomancia, también llamada alectriomancia, es una antigua forma de adivinación por medio de un gallo (alektor en griego).

## Características
A lo largo de la historia se han usado gallos de distintas maneras para intentar obtener predicciones.
En una de ellas, se dibujaba las letras alrededor de un gran círculo y se ponía granos de trigo sobre cada letra. El orden en que el gallo se comía los granos revelaba un mensaje. Si las palabras no tenían ningún sentido, el adivino las interpretaba. En cuanto el gallo se comía un grano, se volvía a poner otro en la letra para que todas pudieran aparecer cuantas veces fueran necesarias.
En África, un gallo se comía granos esparcidos por el adivino en el suelo. Cuando terminaba de comer, el adivino interpretaba los diseños o patrones que quedaban en el suelo...
Otras formas podían incluir el sacrificio del gallo, las peleas de gallos, o el uso de partes del gallo como la piedra alectoria.

## Fuente
- El Diccionario del Mago. Allan Zola Kronzek y Elizabeth Kronzek. 2.ª edición. Febrero de 2002. Título original: The Sorcerer's Companion. Traducción Inés Beláustegui y Paula Vicens.